# Interim (cuento de Ray Bradbury)
Interim es un breve cuento del escritor estadounidense Ray Bradbury publicado originalmente en Dark Carnival (1947), su primer libro.
También apareció ese mismo año en la revista Weird Tales (julio de 1947).

## Argumento
En un cementerio, los muertos se comunican bajo tierra, con repiqueteos en sus ataúdes. Hoy, la noticia es el inminente parto de Mrs. Lattimore, fallecida y enterrada un año atrás, antes del nacimiento de su hijo.